# Edina Szombati
Edina Szombati, née le 14 mars 1972 à Szeged, est une joueuse professionnelle de squash représentant la Hongrie. Elle est championne de Hongrie à six reprises entre 2002 et 2013, un record.

## Biographie
Elle participe aux Jeux mondiaux de 2013 s'inclinant au premier tour face à Catalina Peláez.

## Palmarès

### Titres
- Championnats de Hongrie : 6 titres (2002, 2004, 2005, 2010, 2012, 2013)